# 芽庄站
芽庄站（越南语：／*/?）是越南慶和省芽莊市的一个铁路车站，也是南北鐵路上的重要车站之一，位于芽莊市福新坊太原街17号。芽庄站前名为“武文记公园”的纪念花园内树立着一座石像雕塑，以纪念1945年10月23日在芽庄站抵抗法军的战斗中牺牲的越盟司令员武文记和庆和省人民。

## 歷史
西貢－芽莊鐵路於1913年開通，芽莊的終點站是富榮站，當時距市中心5公里。南北鐵路於1936年9月2日全面通車，現在的芽莊站建在芽莊市中心附近，富榮站成為貨運專用站。富榮站於2018年被廢除。

## 参看
- 越南铁路运输